# Das Tor zu Stephen Kings Dunklem Turm I–IV
Das Tor zu Stephen Kings Dunklem Turm I–IV (Originaltitel: Stephen King's The Dark Tower: A Concordance, Volume I) ist der Titel einer im Jahre 2003 veröffentlichte Konkordanz, die sich mit den ersten vier Bänden des Dunklen-Turm-Zyklus von Stephen King beschäftigt.

## Entstehung
Aus den Rechercheschwierigkeiten Stephen Kings im Rahmen seiner Arbeit an der Turm-Saga heraus entstand die Konkordanz von Robin Furth mit dem Titel Das Tor zu Stephen Kings Dunklem Turm I–IV, die dem Schriftsteller viel Recherchearbeit ersparte und nach Aussage von Stephen King aufgrund ihrer Qualität im Jahre 2003 als Begleitwerk zum Dunklen Turm (Bände 1–4) veröffentlicht wurde. In Deutschland erschien das Werk im April 2004 im Heyne Verlag als Taschenbuch.
Eine weitere Konkordanz (für die Bände 5–7) erschien auf dem amerikanischen Buchmarkt am 15. März 2005, die deutsche Veröffentlichung ist nach mehrfachen Verschiebungen im Mai 2008 ebenfalls im Heyne Verlag erschienen. Eine Gesamtausgabe (Bände 1–7) erschien in den USA am 5. Dezember 2006.

## Inhalt
Robin Furth hat alle Welten, Schauplätze und Figuren der ersten vier Bände zusammengefasst, um somit ein schnelles Nachschlagewerk zu schaffen. Nach einem ausführlichen Vorwort von Stephen King selbst folgt eine Einführung der Autorin. Anschließend sind alle Figuren von A bis Z aufgelistet und beschrieben. Unter den Artikeln finden sich genaue Seitenangaben. Nach den Figuren folgen die Orte in Mittwelt und in unserer Welt. Im hinteren Teil des Buches sind die magischen Portale und Orte aufgelistet. Es folgt ein umfangreicher Anhang mit Fachausdrücken aus Mittwelt, Reimen, Liedern etc. Dabei beschränkt sich die Autorin nicht auf die ersten vier Bände, sondern verweist auch auf andere Werke von Stephen King. Besonders von Bedeutung für Fans dürfte die illustrierte Karte des Weges von Roland und später des gesamten Ka-Tets durch Mittwelt bis hin zu Blaine dem Mono sein.